# Quernmore
Quernmore (wymowa /ˈkwɔːmə/) – wieś w Anglii, w hrabstwie Lancashire, w dystrykcie Lancaster. Leży 71 km na północny zachód od miasta Manchester i 330 km na północny zachód od Londynu. W 2001 miejscowość liczyła 532 mieszkańców.